# Striatanaesthetis lineatipennis
Striatanaesthetis lineatipennis är en skalbaggsart som beskrevs av Stefan von Breuning 1957. Striatanaesthetis lineatipennis ingår i släktet Striatanaesthetis och familjen långhorningar. Inga underarter finns listade i Catalogue of Life.